# Anaphalioides subrigida
Anaphalioides subrigida là một loài thực vật có hoa trong họ Cúc. Loài này được (Colenso) Anderb. mô tả khoa học đầu tiên năm 1991.